# Вежбиця (Прошовицький повіт)
Вежбиця (пол. Wierzbica) — село в Польщі, у гміні Радземиці Прошовицького повіту Малопольського воєводства.
Населення — 177 осіб (2011).
У 1975-1998 роках село належало до Краківського воєводства.

## Демографія
Демографічна структура станом на 31 березня 2011 року:
|          | Загалом | Допрацездатний вік | Працездатний вік | Постпрацездатний вік |
| -------- | ------- | ------------------ | ---------------- | -------------------- |
| Чоловіки | 90      | 24                 | 57               | 9                    |
| Жінки    | 87      | 20                 | 41               | 26                   |
| Разом    | 177     | 44                 | 98               | 35                   |